# Борис Ољшански
Борис Михајлович Ољшански (рус. Борис Михайлович Ольшанский; Тамбов, 25. фебруар 1956) је руски сликар познат по сликама надахнутим мотивима словенске религије и родољубљем.

## Биографија
Завршио је Пензанску сликарску школу (рус. Пензенское художественное училище им. К. А. Савицкого) 1980. године. Од 1983. године учесник је обласних, регионалних и републичких изложби. Године 1986. дипломирао је на Московском државном академском уметничком институту. Током боравка у Москви бавио се илустровањем књига, правећи велики број графика. По повратку у родни Тамбов ради за лист рус. „Литературный Тамбов“. Примљен је у Савез сликара Совјетског Савеза (рус. Союз Художников СССР) 1989. године. Са доласком перестројке Ољшански престаје да се бави илустровањем књига и уместо графика почиње да слика. Тренутно се Борис Ољшански бави сликањем монументалних приказа из историје Словена.
Самосталне изложбе:
- 1993. самостална изложба слика у галерији града Тамбова.
- 1995. изложба у Централном дому сликара (рус. Центральный дом художника) у Москви
- 2006. издан ауторски албум, издаваштво „Бели град“ (рус. „Белый Город“), Москва.
- 2008. илустрације за књигу „Легенде и предања тамбовског краја“ (рус. „Легенды и предания Тамбовского края“)[2]
- 2012. Самостална изложба под називом "Ехо минулих векова" у Руској академији уметности у Москви[3]

Своје стваралаштво Ољшански посвећује историји Русије па каже:
Сигуран сам да нас са небеса пажљиво посматрају наши велики преци. И да је суд историје неизбежан. За будућност правде и вере. Из разбацаних историјских списа и докумената поново устаје прехришћанска Велика Русија, са њеном великом историјом, коју су одбацили и предали забораву. Руске легенде, бајке, епови, предања, приче -  како је тај простор грандиозан и пун живих боја за замисао и машту уметника!

## Стил
Ранији радови су углавном графике. Почетком деведесетих година XX века прелази на технику уље на платну.
Теме његових слика су време доминације словенске религије на територији Русије и словенске легенде. Његове слике су пуне јарких боја. У композицији доминирају моћни ликови главних јунака значајних историјских догађаја, словенских бајки и епова.

## Радови
- Прича плаве вечери
- Лето 908. године. Поход на Цариград
- Твој штит на вратима Цариграда. Слава Русији.
- Отмица Европе
- Данаја
- Василиса Микулишна
- У небеској луци 1988.
- Балада 1989.
- Слава Дажбога 1992.
- Памти име своје 1992.
- Слово о походу Игорову 1993.
- Поход Волге Свјатославича 1993.
- Купава 1994.
- Пересвет на пољу Куликовом 1994.
- Лељ 1994.
- Пагански мотив 1995.
- Богиња Весна 1995.
- Сеча на Дњепру 1996.
- Легенда о Свјатославу 1996.
- Берендеи 1997.
- Словенска прича 1997.
- Волх Всеславович 1997.
- Рођење ратника 1997.
- Време летњег цветања 1997.
- Свети зов 1997.
- Магија 1998.
- Русалка 1998.
- Пролаз, госпадаре, ово је моје место 1998.
- Игра с ватром 1998.
- Морска вила старатељка 1999.
- Еп 1999.
- Зора-зорица 1999.
- Садко у подводном царству 1999.
- Ноћ ратника 1999.
- Руски реквијем 2000.
- Тени забытых предков 2002.
- Волхиња с дугом 2002.
- Аљоша Попович и Лепа Јелена 2003.
- Ноћ Ивана Купала 2003.
- Заклетва Сварожића 2003.
- Из тамних дубина векова 2003.
- Иван — удовичин син 2004.
- Двор царице зиме 2004.
- Градска улица у XVII веку 2004.
- Велика Русија 2005.
- Отмица кнегиње 2005.
- Деда Мраз 2005.
- Светлоока богиња 2009.